# Big Beach Boutique II
| Recensione | Giudizio |
| ---------- | -------- |
| Allmusic   | [ 2 ]    |

Big Beach Boutique II è il terzo album live del disc jockey britannico Fatboy Slim, pubblicato il 15 ottobre 2002.

## L'album
L'album è una compilation mixata contenente alcuni dei brani che sono stati suonati da Fatboy Slim e da Midfield General in una performance dal vivo a Brighton Beach il 13 luglio 2002. Esiste anche una versione DVD che contiene l'esibizione live chiamato Big Beach Boutique II – The Movie.
L'album ha raggiunto la posizione numero 11 nella classifica delle compilation del Regno Unito.

## Tracce
1. Midfield General, Linda Lewis – Reach Out
2. Fatboy Slim – Talking 'bout My Baby (Midfield General's Disco Reshuffle)
3. Groove Armada – Superstylin'
4. Danmass – Haze
5. Lo Fidelity Allstars – Tied to the Mast
6. Tim Deluxe – It Just Won't Do (dub)
7. Chamonix – 77 Strings
8. Space Cowboy – Crazy Talk (dub)
9. Mint Royale – Sexiest Man in Jamaica
10. Glen Masters – Hi Jackers
11. X Press 2 – Lazy (Fatboy Slim Dub mix)
12. Camisra – Let Me Show You
13. Static Revenger – Long Time
14. Cyclone – Lord of the Land
15. Fusion Orchestra – Farfisa
16. Mighty Dub Katz – Let the Drums SpeakOut
17. All Saints – Pure Shores (Norman Cook re-edit)